# César Andrés Mendoza
César Andrés Mendoza Zuccotti (10 marzo 1983) è un giocatore di beach soccer argentino, di ruolo portiere.
Ha giocato nella Nazionale argentina dal 2005 al 2013.